# Ruben Faria
Pour les articles homonymes, voir Faria.
Ruben Faria, né le 30 juillet 1974 à Olhão, est un pilote moto portugais spécialisé en rallye-raid. Il compte neuf participations au Rallye Dakar dont une 2e place en 2013 derrière Cyril Despres.

## Palmarès

### Rallye Dakar
- 2006 : 34e (1 étape)
- 2007 : abandon lors de la 8e étape (1étape)
- 2010 : 11e (1 étape)
- 2011 : 8e
- 2012 : 12e
- 2013 : 2e (1 étape)
- 2014 : abandon lors de la 3e étape
- 2015 : 6e
- 2016 : abandon lors de la 6e étape
- 2018 : Copilote de André Villas-Boas, abandon lors de la 4e étape[1].

### Championnat du monde de rallye tout-terrain
- Vainqueur du Rallye dos Sertoes au Brésil, comptant pour le championnat 2008
- Vainqueur du Rallye du Maroc en 2007